# Rościszewo (gmina)
Rościszewo – gmina wiejska w Polsce położona w województwie mazowieckim, w powiecie sierpeckim.
W okresie międzywojennym gmina Borkowo należała do powiatu sierpeckiego w woj. warszawskim. 31 marca 1938 do gminy Rościszewo przyłączono gromadę Łukomie z gminy Szczutowo w powiecie rypińskim.
W latach 1975–1998 gmina należała administracyjnie do województwa płockiego.
Siedziba gminy to Rościszewo.
Według danych z 31 grudnia 2017 r. gminę zamieszkiwały 4205 osób.

## Struktura powierzchni
Według danych z roku 2002 gmina Rościszewo ma obszar 115,08 km², w tym:
- użytki rolne: 81%
- użytki leśne: 11%

Gmina stanowi 13,49% powierzchni powiatu.

## Demografia

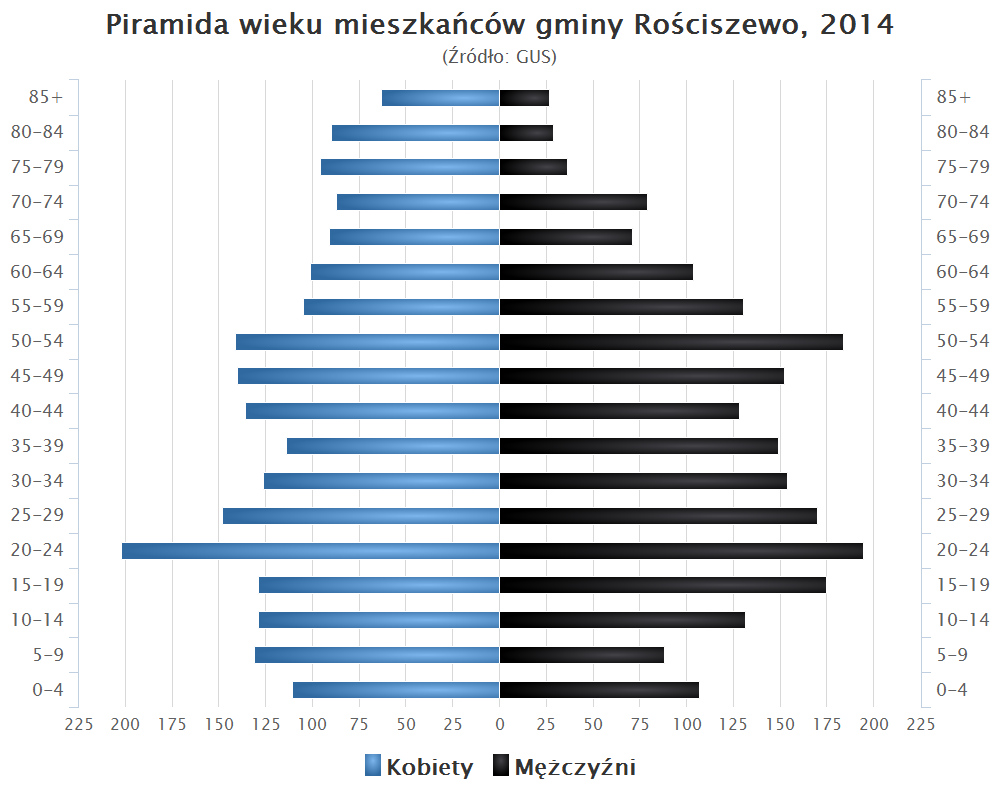
Piramida wieku mieszkańców gminy Rościszewo w 2014 roku

Dane z 31 grudnia 2017:
| Opis                              | Ogółem | Ogółem | Kobiety | Kobiety | Mężczyźni | Mężczyźni |
| --------------------------------- | ------ | ------ | ------- | ------- | --------- | --------- |
| jednostka                         | osób   | %      | osób    | %       | osób      | %         |
| populacja                         | 4205   | 100    | 2103    | 50      | 2102      | 50        |
| gęstość zaludnienia (mieszk./km²) | 37     | 37     | 18      | 18      | 18        | 18        |

## Edukacja
- Szkoła Podstawowa im.Fryderyka Chopina w Rościszewie[8]
- Szkoła Podstawowa im.Tadeusza Kościuszki w Łukomiu[9]

## Sołectwa
Babiec Piaseczny, Babiec Rżały, Babiec-Więczanki, Borowo, Bryski, Komorowo, Kownatka, Kuski, Lipniki, Łukomie, Łukomie-Kolonia, Nowe Rościszewo, Nowy Zamość, Ostrów, Pianki, Polik, Puszcza, Rościszewo, Rumunki-Chwały, Rzeszotary-Chwały, Rzeszotary-Gortaty, Rzeszotary-Pszczele, Rzeszotary-Stara Wieś, Rzeszotary-Zawady, Stopin, Śniedzanowo, Topiąca, Września, Zamość.
Pozostałe miejscowości podstawowe: Babiec-Wrzosy, Rumunki-Stara Wieś i Zamość-Gajówka.

## Sąsiednie gminy
Bieżuń, Lutocin, Sierpc, Sierpc, Skrwilno, Szczutowo, Zawidz